# Craniodicticus mucronatus
Craniodicticus mucronatus is een keversoort uit de familie snuitkevers (Curculionidae). De wetenschappelijke naam van de soort werd in 1895 gepubliceerd door Walter Fielding Holloway Blandford.